# Gerald Kitson
Gerald Charles Kitson (Morval, 6 ottobre 1856 – Redhill, 3 marzo 1950) è stato un generale britannico.

## Carriera
ULtimo figlio del defunto reverendo James Buller Kitson, Kitson frequentò il Winchester College e al Royal Military College di Sandhurst. Entrò nel 1º Reggimento di fanteria nel 1875 e trasferito al King's Royal Rifle Corps nel 1876. Dopo aver servito come aiutante di campo del viceré d'India dal 1879 e poi come aiutante di campo del generale responsabile del comando del distretto occidentale dal 1884, fu nominato vice aiutante generale a Meerut nel 1890, assistente aiutante generale a Ambala nel 1892 e comandante della Royal Military College of Canada a Kingston nel 1896. In Canada introdusse importanti riforme, riducendo il personale e il programma del college da quattro a tre anni.
Continuò a essere un addetto militare a Washington nel 1900 e comandante della Royal Military College di Sandhurst nel 1902. Gli fu dato il comando della Jubbulpore Brigade in India nel 1907, e del Jullundur Brigade nel 1908. Comandò la 2nd Indian Cavalry Division (1912-1916) e si ritirò nel 1918.